# Escape the Fate EP
Escape the Fate é um álbum demo auto-intitulado da banda americana de rock Escape the Fate, gravado entre 2004-2005. A demo contém seis músicas todas versões de demonstração. A única confirmada foi "Not Good Enough For Truth In Cliche". As outras músicas do EP foram mais tarde re-gravadas para o EP There's No Sympathy for the Dead.

## Faixas
Todas as músicas escritas e compostas por Escape the Fate.
| N.º | Título                                            | Duração |  |
| 1.  | "Not Good Enough for Truth in Cliche"             | 3:41    |  |
| 2.  | "Make Up (Demo)"                                  | 3:33    |  |
| 3.  | "Chariot of Fire (Demo)"                          | 4:32    |  |
| 4.  | "I Can Swing A Mic Like Nobody's Business (Demo)" | 5:04    |  |
| 5.  | "As I'm Falling Down (Demo)"                      | 3:27    |  |
| 6.  | "The Structure Falls (Demo)"                      | 4:38    |  |

## Sobre as músicas
A banda fez um videoclipe para a música Not Good Enough for Truth in Cliche que apresenta a banda todos juntos no deserto de Nevada. O vídeo foi produzido por J. Reyes.
- A primeira música (Not Good Enough for Truth in Cliché) foi re-gravada para o álbum, Dying Is Your Latest Fashion. É também o primeiro single para o álbum.
- A segunda música (Make Up) Foi re-gravada e adicionada como uma faixa bônus na edição japonesa de Dying Is Your Latest Fashion.
- A terceira música (Chariot of Fire) Foi re-gravada para o álbum de estréia, Dying Is Your Latest Fashion, sob o título When I go Out, I'm Gonna Go Out On A Chariot of Fire.
- A quarta música (I Can Swing A Mic Like Nobody's Business) foi renomeada There's No Sympathy for the Dead foi registrado e monitorada no álbum Dying Is Your Latest Fashion e também no EP There's No Sympathy for the Dead lançado em 2006.
- A quinta música (As I'm Falling Down) foi re-gravada para o EP There's No Sympathy for the Dead e também no EP Situations.
- A sexta música (The Structure Falls) não foi re-gravada.

## Créditos
- Ronnie Radke - vocal
- Omar Espinosa - guitarra base, vocal de apoio
- Carson Allen - teclados, sintetizador, vocal de apoio
- Max Green - baixo, vocal de apoio
- Bryan "Monte" Money - guitarra principal, vocal de apoio
- Robert Ortiz - bateria